# Mirjam Bikker
Mirjam Hannah Bikker (Gouda, 8 september 1982) is een Nederlands politica namens de ChristenUnie. Sinds 31 maart 2021 is zij lid van de Tweede Kamer. Vanaf 17 januari 2023 is ze partijleider en fractievoorzitter in de Tweede Kamer.
Eerder was Bikker fractievoorzitter in de gemeenteraad van Utrecht (2006-2013) en lid van de Eerste Kamer (2015-2021).

## Opleiding
Bikker bracht haar jeugd door in Moordrecht en Nunspeet. Ze volgde het vwo op het Lambert Franckens College in Elburg. Vervolgens studeerde zij rechten (met als specialisatie staats- en bestuursrecht) aan de Universiteit Utrecht, waar zij in 2007 afstudeerde. In haar studententijd was ze voorzitter van de Utrechtse studentenvereniging Sola Scriptura, een plaatselijke afdeling van de overkoepelende reformatorische studentenvereniging C.S.F.R. Ook was Bikker medewerker van de lokale afdeling van de ChristenUnie in Utrecht.

## Politieke loopbaan
Van 2006 tot 2013 was Bikker lid van de gemeenteraad van Utrecht. Landelijke aandacht kreeg zij nadat zij haar zorgen had uitgesproken over een grote reclameaffiche met een afbeelding van een vrouw in een gouden bikini die op de Oudegracht in de binnenstad van Utrecht kwam te hangen. Zij kreeg veel kritiek op deze zorgen. Tien jaar later keek ze met gemengde gevoelens terug op deze periode van haar raadslidmaatschap. Bikker zette zich gedurende haar periode als raadslid in om de misstanden bij de raamprostitutie aan het Zandpad tegen te gaan, wat leidde tot sluiting van deze locatie.
Van 2013 tot haar verkiezing als Eerste Kamerlid in 2015 was Bikker beleidsmedewerker van de ChristenUnie-fractie in de Tweede Kamer. Bij de Eerste Kamerverkiezingen van 2015 werd Bikker gekozen tot lid van de Eerste Kamer. Van 13 september 2016 tot 21 december 2016 werd zij in verband met zwangerschaps- en bevallingsverlof vervangen door Herman Sietsma.
Eind oktober 2018 maakte het partijbestuur bekend dat het Bikker had voorgedragen als lijsttrekker voor de Eerste Kamerverkiezingen van 2019. Op 24 november 2018 stemde het partijcongres in met de voordracht.
Op 9 oktober 2020 maakte het partijbestuur bekend dat Bikker voor de kandidatenlijst voor de Tweede Kamerverkiezingen van 2021 werd voorgedragen. Bikker werd verkozen met haar derde plaats op de lijst. Op 31 maart 2021 nam ze plaats in de Tweede Kamer, waarmee zij de Eerste Kamer verliet.
In november 2021 viel Bikker op door haar pleidooi om mensen, ongeacht of ze wel of niet gevaccineerd waren tegen het coronavirus, te laten testen voor toegang tot bepaalde evenementen. Dit als alternatief voor het zogeheten 2G-beleid waar het kabinet-Rutte III op inzette en waarin mensen alleen toegang zouden krijgen als ze waren gevaccineerd tegen het virus of eerder besmet waren geweest.
In januari 2023 bleek dat Gert-Jan Segers zou stoppen als fractieleider in de Tweede Kamer en partijleider van de CU. Voor beide functies was Bikker de enige kandidaat om hem op te volgen. Op 17 januari werd ze verkozen. Bij de Kamerverkiezingen van 2023 was zij de lijsttrekker van de partij.
Op het partijcongres van de ChristenUnie van 14 juni 2025 werd Bikker verkozen tot lijsttrekker van de partij bij de vervroegde Tweede Kamerverkiezingen van dat jaar.

## Verkiezingsuitslagen
| Verkiezing                                | Partij       | Positie    | Stemmen |
| ----------------------------------------- | ------------ | ---------- | ------- |
| Gemeenteraadsverkiezingen 2006 in Utrecht | ChristenUnie | 1          | 2.660   |
| Gemeenteraadsverkiezingen 2010 in Utrecht | ChristenUnie | 1          | 2.431   |
| Tweede Kamerverkiezingen 2010             | ChristenUnie | 19 (lijst) | 297     |
| Tweede Kamerverkiezingen 2012             | ChristenUnie | 31 (lijst) | 298     |
| Gemeenteraadsverkiezingen 2014 in Utrecht | ChristenUnie | 28         | 84      |
| Eerste Kamerverkiezingen 2015             | ChristenUnie | 3 (lijst)  |         |
| Gemeenteraadsverkiezingen 2018 in Gouda   | ChristenUnie | 31         | 6       |
| Eerste Kamerverkiezingen 2019             | ChristenUnie | 1 (lijst)  |         |
| Tweede Kamerverkiezingen 2021             | ChristenUnie | 3 (lijst)  | 8.519   |
| Gemeenteraadsverkiezingen 2022 in Gouda   | ChristenUnie | 47         | 36      |
| Tweede Kamerverkiezingen 2023             | ChristenUnie | 1 (lijst)  | 158.057 |

## Persoonlijk
Mirjam Bikker woont in Gouda, is getrouwd en heeft drie kinderen. Zij is lid van de Sint-Jansgemeente in Gouda, die zich rekent tot de stroming van de Gereformeerde Bond.
- Parlement.com: vjrwexet40gc

Mirjam Bikker · Don Ceder · Pieter Grinwis
Stephan van Baarle (DENK) · 
Thierry Baudet (FVD) · 
Mirjam Bikker (CU) · 
Henri Bontenbal (CDA) · 
Laurens Dassen (Volt) · 
Jimmy Dijk (SP) · 
Joost Eerdmans (JA21) · 
Rob Jetten (D66) · 
Esther Ouwehand (PvdD) · 
Caroline van der Plas (BBB) · 
Chris Stoffer (SGP) · 
Frans Timmermans (GL-PvdA) · 
Nicolien van Vroonhoven (NSC) · 
Geert Wilders (PVV) · 
Dilan Yeşilgöz (VVD)